# اوسفالدو ميراندا
اوسفالدو ميراندا (بالإسبانية: Osvaldo Noé Miranda)‏ (24 يونيو 1984 بوخان دي كويو في الأرجنتين - ) هو لاعب كرة قدم أرجنتيني في مركز الهجوم. لعب مع أرجنتينوس جونيورز وألماجرو وإنديبندينتي وخميناسيا خوخوي ودينامو بوخارست وغودوي كروز وفيرو كاريل أويستي ونادي أتليتيكو بيلغرانو ونادي أسترا جورجو ونادي راسينغ وAsociación Atlética Luján de Cuyo ‏ وسوسيداد كولتيورال ‏.

## وصلات خارجية
- اوسفالدو ميراندا على موقع قاعدة بيانات كرة القدم.إي يو (الإنجليزية)
- اوسفالدو ميراندا على موقع Soccerway.com (الإنجليزية)